# ドミトリー・コンスタンチノヴィチ (ロシア大公)
ドミトリー・コンスタンチノヴィチ（Дмитрий Константинович, 1860年6月13日 - 1919年1月28日）は、ロシアの皇族。ニコライ1世の孫で、ロシア大公の称号を有した。
コンスタンチン・ニコラエヴィチ大公とその妻アレクサンドラ・イオシフォヴナ大公妃（ザクセン＝アルテンブルク公女アレクサンドラ）の間の第5子、三男。長くロシア帝国軍で軍務についた。ドミトリーはロシアの国政に関わったことはなかったが、皇帝ニコライ2世の系累であるため、ロシア革命後の1919年、ボリシェヴィキ政府の命令でペトロパヴロフスク要塞の城壁で銃殺された。従兄弟のニコライ・ミハイロヴィチ大公、ゲオルギー・ミハイロヴィチ大公、パーヴェル・アレクサンドロヴィチ大公も、この時ドミトリーと共に処刑された。